# Кернер, Давид Борисович
Давид Борисович Кернер (16 марта 1912, Бердичев, Киевская губерния — 11 мая 1994, Екатеринбург) — советский инженер-металлург, лауреат Сталинской премии 1-й степени (1945).

## Биография
Окончил Бердичевский техникум химического машиностроения (1931) и Уральский индустриальный институт (1934) по специальности «инженер-механик».
- 1931—1934 — Уралмашстрой, Уралмашзавод: техник, конструктор, старший конструктор;
- 1935—1958 — завод № 9: старший технолог, начальник мелкосерийного цеха, заместитель главного технолога, главный технолог, начальник ЦЗЛ;
- 1958—1974 — в отделе 10 Уралмашзавода: заместитель начальника ЦЗЛ, с 1960 г. начальник научно-исследовательского подотдела металлографии и металлофизики.

Участвовал в разработке оптимальных технологий механической и термической обработки командных деталей машин из высоколегированных сталей, в том числе крупногабаритных тонколистовых сварных конструкций и центробежно-литых заготовок высоких категорий прочности.
Сталинская премия 1-й степени за 1945 год — за разработку конструкции новой пушки.
Похоронен на Северном кладбище Екатеринбурга.